# César Dias
César Augusto de Souza Dias, mais conhecido como César Dias, (Anápolis, GO, 9 de dezembro de 1948) é um médico e político brasileiro, outrora senador por Roraima.

## Dados biográficos
Filho de Basílio Dias da Silva e Laurinda Cândida de Sousa. Graduado em Medicina pela Universidade Federal de Goiás, transferiu-se para Boa Vista, iniciando sua carreira profissional como médico do Pronto-Socorro Municipal e depois diretor de Assistência Médica, médico-legista, diretor clínico do Hospital das Clínicas de Boa Vista, além de diretor clínico e sócio-proprietário de uma clínica particular.
Estreou na política em 1982 ao eleger-se vereador em Boa Vista, cidade onde foi secretário municipal de Saúde. Candidato a deputado federal via PTB em 1986, alcançou a segunda suplência. Renovou o mandato de vereador em 1988 e alcançou a presidência da Câmara Municipal em 1989, permanecendo no cargo por dois anos. Em 1990 foi eleito senador pelo PMDB de Roraima, embora tenha perdido a eleição para governador em 1994. Saiu da vida pública ao final do mandato.